# 社会主义替代 (芬兰)
社会主义替代（芬蘭語：Sosialistinen Vaihtoehto）是芬兰的一个托洛茨基主义组织。该组织成立于2002年。该组织的意识形态是社会主义、马克思主义、托洛茨基主义。该组织的政治立场是极左翼。该组织实行集体领导。该组织活动于赫尔辛基、图尔库、奥卢等地。该组织出版刊物《社会主义替代》。该组织是国际社会主义替代的支部。